# Gen He
Gen He är ett vattendrag i Kina. Det ligger i den autonoma regionen Inre Mongoliet, i den norra delen av landet, omkring 1 200 kilometer nordost om regionhuvudstaden Hohhot.